# Netelia interstitialis
Netelia interstitialis är en stekelart som först beskrevs av Cameron 1899.  Netelia interstitialis ingår i släktet Netelia och familjen brokparasitsteklar. Inga underarter finns listade i Catalogue of Life.